# Le Pèlerin de la haine
Le Pèlerin de la haine (titre original : The Pilgrim of Hate) est un roman policier historique d'Ellis Peters, le dixième de la série Frère Cadfael, publié en 1984.
Le roman est traduit en français par Serge Chwat en 1991.

## Résumé
En juin 1141, l'abbé Radulphe est de retour d'une rencontre avec tous les prélats et abbés à Winchester où un chevalier de Mathilde l'Emperesse a été assassiné. Pendant ce temps, les moines de l'abbaye de Saint-Pierre et Saint-Paul préparent la célébration de l'anniversaire de l'acquisition de l'urne de sainte Winifred le 22 juin.
Frère Cadfael se souvient de ce qui est arrivé au Pays de Galles, il y a quatre ans. En accord avec Hugh Beringar, il a retiré les restes de sainte Winifred de son cercueil pour permettre que la sainte soit enterrée dans son sol natal gallois, puis les a remplacé par le corps d'un moine mort pendant leur quête pour retrouver les ossements sacrés. Depuis, la sainte a continué de faire des miracles au pays de Galles, mais pas à Shrewsbury.
Sur fond d'intrigues politiques, alors que la guerre civile devient menaçante entre Étienne de Blois et Mathilde l'Emperesse, le frère Cadfael voit affluer à l'abbaye des milliers de pèlerins qui n'ont pas tous l'air de fidèles de la foi. Parmi eux, il remarque un jeune garçon handicapé, nommé Rhunn, et deux jeunes hommes Matthieu et Ciarann qui s'avèrent inséparables. 
Cadfael attend maintenant un signe qui lui prouve que la sainte n'est pas mécontent de lui. Après un bon lot de crimes et de miracles, il aura sa réponse.

## Adaptation
- 1998 : Le Pèlerin de la haine (The Pilgrim of Hate), épisode 3, saison 4 de la série télévisée britannique Cadfael, réalisé par Ken Grieve, avec Derek Jacobi dans le rôle-titre